# Gustav-von-Bergmann-Medaille
Die Gustav-von-Bergmann-Medaille stellte die höchste Auszeichnung der Deutschen Gesellschaft für Innere Medizin (DGIM) dar. Mit ihr wurden zwischen 1994 und 2010 Mitglieder der Gesellschaft für ihr Lebenswerk ausgezeichnet.
Die Gustav-von Bergmann-Medaille war nach dem Internisten Gustav von Bergmann (1878–1955) benannt. 2013 bewertete die DGIM die Lebensleistung Bergmanns neu. Dieser hatte als Prodekan an der Berliner Charité 1933 in der Fakultät umgesetzt, dass alle Juden entlassen wurden. Ab 2013 vergibt die DGIM an Stelle der Gustav-von-Bergmann-Medaille die Leopold-Lichtwitz-Medaille in Erinnerung an den Juden Leopold Lichtwitz (1876–1943), der 1933 Vorsitzender der DGIM war, die Gesellschaft aber – wie viele andere Juden auch – auf Druck des Vorstandes verlassen musste.

## Preisträger
- 1994: Hans Erhard Bock, Tübingen
- 1996: Gotthard Schettler, Heidelberg
- 1999: Rudolf Gross, Köln
- 2000: Paul Schölmerich, Mainz, Walter Siegenthaler, Zürich
- 2001: Wolfgang Gerok, Freiburg im Breisgau, Hanns Gotthard Lasch, Gießen
- 2004: Werner Creutzfeldt, Göttingen
- 2005: Karl-Hermann Meyer zum Büschenfelde, Mainz
- 2007: Volker Diehl, Köln, Hans-Peter Schuster, Hildesheim
- 2008: Peter C. Scriba, München
- 2009: Meinhard Classen, München
- 2010: Kurt Kochsiek, Würzburg